# Prudential Center
Prudential Center je dvorana koja je dio Newarku, New Jersey. Pruža domaćinstvo hokejaškom timu New Jersey Devils,  košarkaškom timu New Jersey Nets i sveučilišnom košarkaškom timu Seton Hall Pirates.
Kapacitet sjedećih mjesta je 17,625 za hokejašku utakmicu, 18.500 za košarku, te maksimalno 19,500 mjesta za koncerte.  
Izgradnja ovog kompleksa počela je 2005. godine, a svečano je otvoren 25. listopada 2007.

## Vanjske poveznice
- Prudential Center
- New Jersey Nets
- New Jersey Devils